# Blyhagsgrynnorna
Blyhagsgrynnorna är öar i Finland. De ligger i Norra kvarken och i kommunen Korsnäs i landskapet Österbotten, i den västra delen av landet. Öarna ligger omkring 37 kilometer sydväst om Vasa och omkring 360 kilometer nordväst om Helsingfors.
Arean för den av öarna koordinaterna pekar på är 1,6 hektar och dess största längd är 290 meter i sydöst-nordvästlig riktning. Närmaste större samhälle är Korsnäs, 10,5 km sydost om Blyhagsgrynnorna.